# Димитър Попов (архитект)
Вижте пояснителната страница за други личности с името Димитър Попов.
Димитър Попов, по прякор Професора, е българска архитект, който активно работи в Пловдив между двете световни войни. Стилът му е изключително разнообразен от неокласицизъм до най-изчистени модерни форми.

## Биография
Димитър Попов е роден на 20 април 1881 г. Търново-Сеймен тогава в пределите на Източна Румелия. Учи архитектура във Висшето техническо училище в Щутгарт при проф. Паул Бонатц – световноизвестно име в архитектурата на ХХ век, основател и ръководител на така наречената „Щутгартска школа“. След като се дипломира през 1915 г., участва в Първата световна война.
Завръща се в България през 1919 г. и се установява в Пловдив. Архитектурното му бюро и първото му жилище са в дома на Ангел Букорещлиев на ул. „Капитан Райчо“.
Сградата на Търговската гимназия е построена през 1927 г. по проект на архитектите Димитър Попов и Лазар Нанчев. През 1931 – 1933 г. е построена сградата на Промишленото училище. В този проект отново участва Димитър Попов, но този път в сътрудничество с архитект Светослав Грозев.
Архитект Попов умира на 5 май 1950 г. в Пловдив.

## Творчество
- Четириетажна сграда за тютюнев склад на Куцооглу на ъгъла на „Иван Вазов“ и „Авксентий Велешки“ (1923)
- Двуетажна жилищна сграда на Атанас Куцооглу на ул. „Лейди Странгфорд“ (1925)
- Търговската гимназия заедно с архитект Лазар Нанчев (1926)
- Къща на Певческото дружество на Сахат тепе (1928)
- Доходно здание с фурна на братя Мисови на ул. „Княз Александър Батенберг“ и пл. Централен, т.нар „Руска книжарница“ (1928)
- Френско-българска търговска банка на ул. „Скайлер“ – днес НОИ (1928)
- Сграда с Тютюнев склад на Томасян на бул. „Руски“ – по-късно стоматологичен факултет (1929)
- Триетажна сграда с магазини на братя Томасян на ул. „Отец Паисий“ и „Патриарх Евтимий“ (1929)
- Промишлено училище заедно с архитект Светослав Грозев (1933)
- Католическа църква „Дева Мария“ (1933)
- Триетажна сграда с магазини – собствена – на ул. „Крали Марко“ и „Цанко Дюстабанов“, сега частна болница (1936)
- Търговско-индустриална камара на бул. „Шести септември“ (съвременната Съдебна палата), заедно с архитект Светослав Грозев (1938)
- Триетажна жилищна сграда на Вулеви и Орешков на централния площад (1938)
- Трета прогимназия „Отец Паисий“ (съвременната „Патриарх Евтимий“) (1939)